# Chiesa di Sant'Agata (Firenze)
La chiesa di Sant'Agata è un luogo di culto cattolico situato in Via San Gallo a Firenze.

## Storia

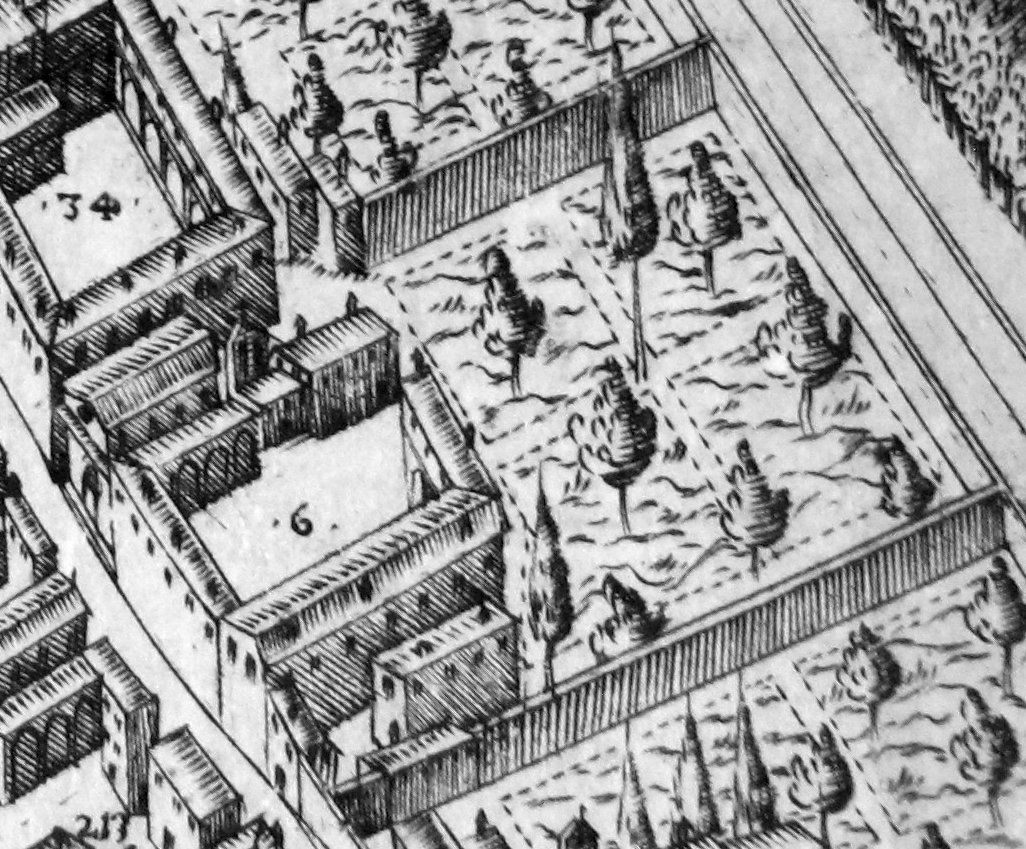
Sant'Agata nella pianta del Buonsignori (1594)

La fondazione del monastero risale al 1185 circa, e fu sede di vari ordini monastici femminili, ben dodici. Tra quelli che vi risiedettero più a lungo: dal 1211 al 1286 delle monache di sant'Agata, poi le monache camaldolesi di Bibbiena, profughe dal Casentino in seguito alla battaglia di Campaldino (1289), poi dal 1780 vi risiedettero le Montalve e a queste nel 1794 subentrarono le oblate agostiniane di San Giuseppe di San Frediano, provenienti da Monticelli.
Fu uno dei più ricchi monasteri della città per i molti lasciti e per la riunione che gli fu fatta in più tempi di altri monasteri e luoghi pii. La chiesa fu fatta costruire a proprie spese da Lorenzo Pucci nel 1592, incaricando Alessandro Allori della progettazione, che qui diede una rara prova come architetto.
Il monastero essendo stato soppresso nel 1808 e ripristinato dopo il 1814, nel 1818 molto s'ingrandì per la riunione del contiguo monastero di San Clemente; e in ultimo, nel 1828, notabilmente si accrebbe per essergli stata aggregata quella frazione d'orto e fabbricato che prima apparteneva al monastero di Santa Lucia di Camporeggi, e che, per l'apertura della via di Sant'Anna, era rimasta da esso disgiunta. In quel periodo fu "Conservatorio di Sant'Agata", finché non venne soppresso nel 1852 «sia per il diminuito numero delle alunne, come per la non troppo regolare disciplina, in notabil decadenza». I locali vennero allora passati al Seminario che li vendette al governo lorenese per farne un ospedale militare per le truppe austriache di stanza in Toscana. Con l'annessione della Toscana al Regno di Piemonte nel 1861 il complesso divenne ospedale militare del Regno d'Italia, funzione che ancora oggi mantiene col nome di Ospedale Militare di Sant'Agata e accesso da via Cavour. 
La chiesa invece rimase alla diocesi, che ancora oggi la apre solo in occasione di particolari eventi. 

## Descrizione

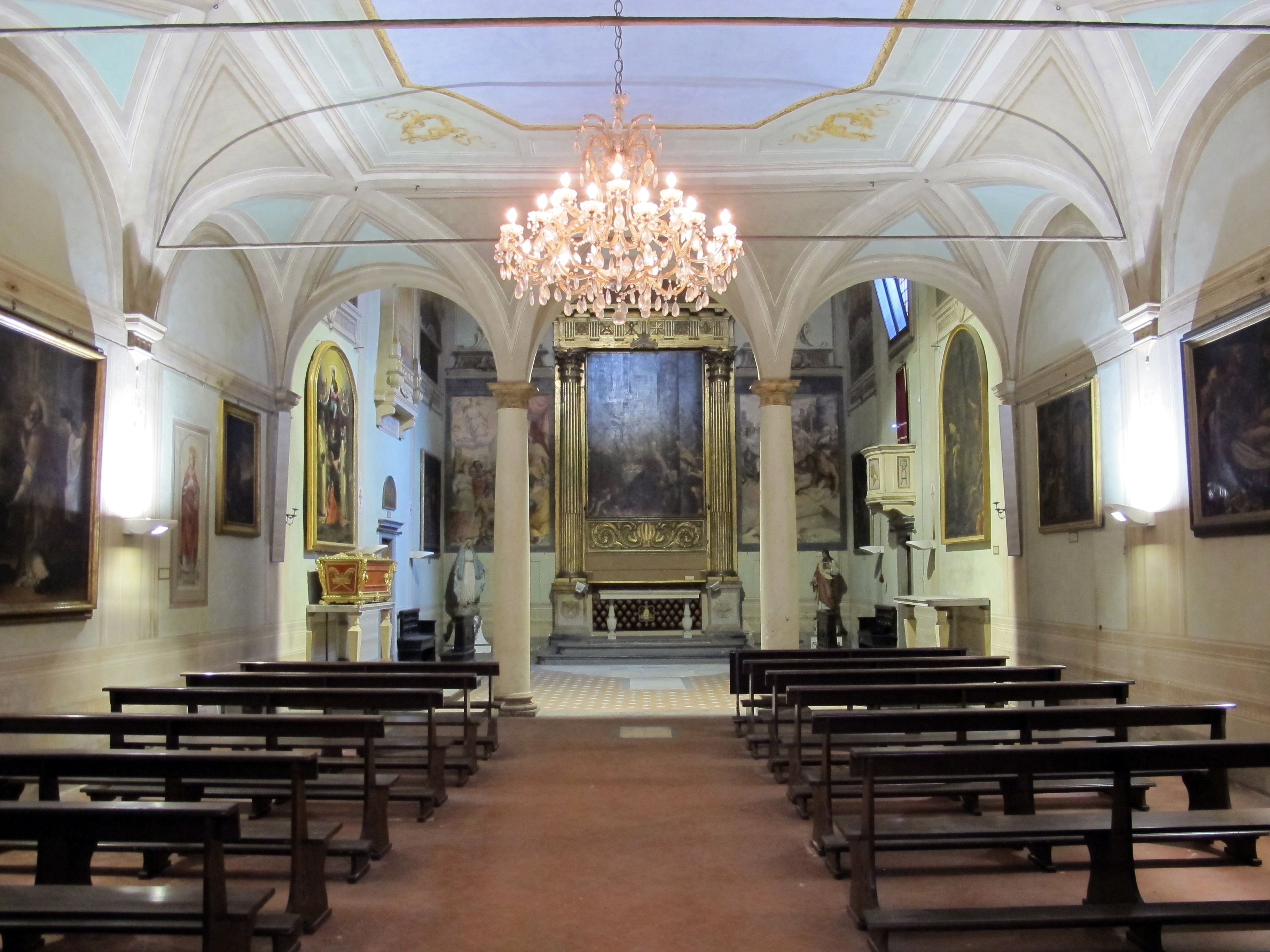
Interno

La facciata, di gusto manierista, presenta un consunto stemma Pucci, dovuto al fatto di essere stato realizzato in pietra bigia, soggetta a maggiore usura rispetto alla pietraforte tipicamente fiorentina. All'esterno si vede un consunto stemma Pucci, sotto il quale correva l'iscrizione, oggi quasi del tutto abrasa, "LAVRENTIVS PVCCIVS / PETRI FILIVS / D. AGATHÆ VIRG. ET MART.", cioè "Lorenzo Pucci, figlio di Pietro, a sant'Agata vergine e martire". Meglio conservati sono i battenti lignei del portale, probabilmente disegnati dall'Allori, in cui si vedono le tenaglie coi seni, simbolo del martirio della santa, e degli scudi con gli stemmi Pucci.
All'interno della chiesa, che presenta un coro rialzato delle monache, posto sopra l'aula e rivolto all'altare, sono conservati diversi dipinti e alcuni monumenti funebri con busti della famiglia Pucci.
In controfacciata, a sinistra dell'ingresso, è una tavola con la Visitazione attribuita al Maestro di Serumido (1530 circa). Alla parete destra dell'aula sono una tela raffigurante la Sacra Famiglia con i santi Elisabetta e Giovannino della scuola di Vincenzo Meucci (1700-1710 circa), una Deposizione assegnata a Mario Balassi e la tavola con l'Annunciazione di Neri di Bicci (1442-1444). Alla parete sinistra sono un piccolo dipinto secentesco ancora anonimo con San Frediano che devia il Serchio, una Santa Margherita d'Antiochia del primo Cinquecento anch'essa anonima, una tela con l'Apparizione della Madonna a san Filippo Neri forse attribuibile a Giovanni Maria Morandi e due tavole centinate con San Sebastiano e San Rocco unite in un solo dipinto, attribuibili a Pier Francesco di Jacopo Foschi e databili tra 1535 e 1540. 
Nel presbiterio, dietro l'altare maggiore è la tavola con le Nozze di Cana (1592-1600), dipinto di Alessandro Allori contenuto in una monumentale cornice lignea. Gli affreschi ai lati con il Martirio e la Sepoltura di sant'Agata sono di Giovanni Bizzelli, su disegno dell'Allori stesso, il primo firmato e datato 1582 e l'altro che reca la data 1583. Alla parete a destra di quella di fondo è la tela con la Sant'Agata in carcere curata miracolosamente da san Pietro (1650-70 circa), della cerchia di Francesco Curradi. A quella sinistra posta invece una Madonna col Bambino e i santi Giuseppe, Giovanni Evangelista, Gregorio Magno un santo diacono e una santa (1525-37 circa) di Lorenzo di Credi. 
All'altare destro dello stesso presbiterio è la Crocifissione di Sant'Andrea di Lorenzo Lippi eseguito nel 1639 per l'altare Eschini in San Frediano e pervenuto in chiesa nel 1808. A quello sinistro è invece la tavola con la Madonna della Cintola tra i santi Benedetto e Scolastica di Girolamo Macchietti, eseguita forse in collaborazione con Mirabello Cavalori. Sotto di esso è posto un reliquiario di san Teodoro (?), donato da Urbano VIII.
Nella sagrestia si trova un ciclo di affreschi entro un loggiato dipinto che si inserisce sotto le arcate della vera volta. Viene attribuito al Maestro del Tondo Borghese (Monache, santi e Annunciazione), alla cerchia del Ghirlandaio (San Francesco d'Assisi) e a un artista dell'ambito di Raffaellino del Garbo (Giovanni Battista). Qui si trova anche un Cristo benedicente della bottega del Verrocchio.

## Bibliografia

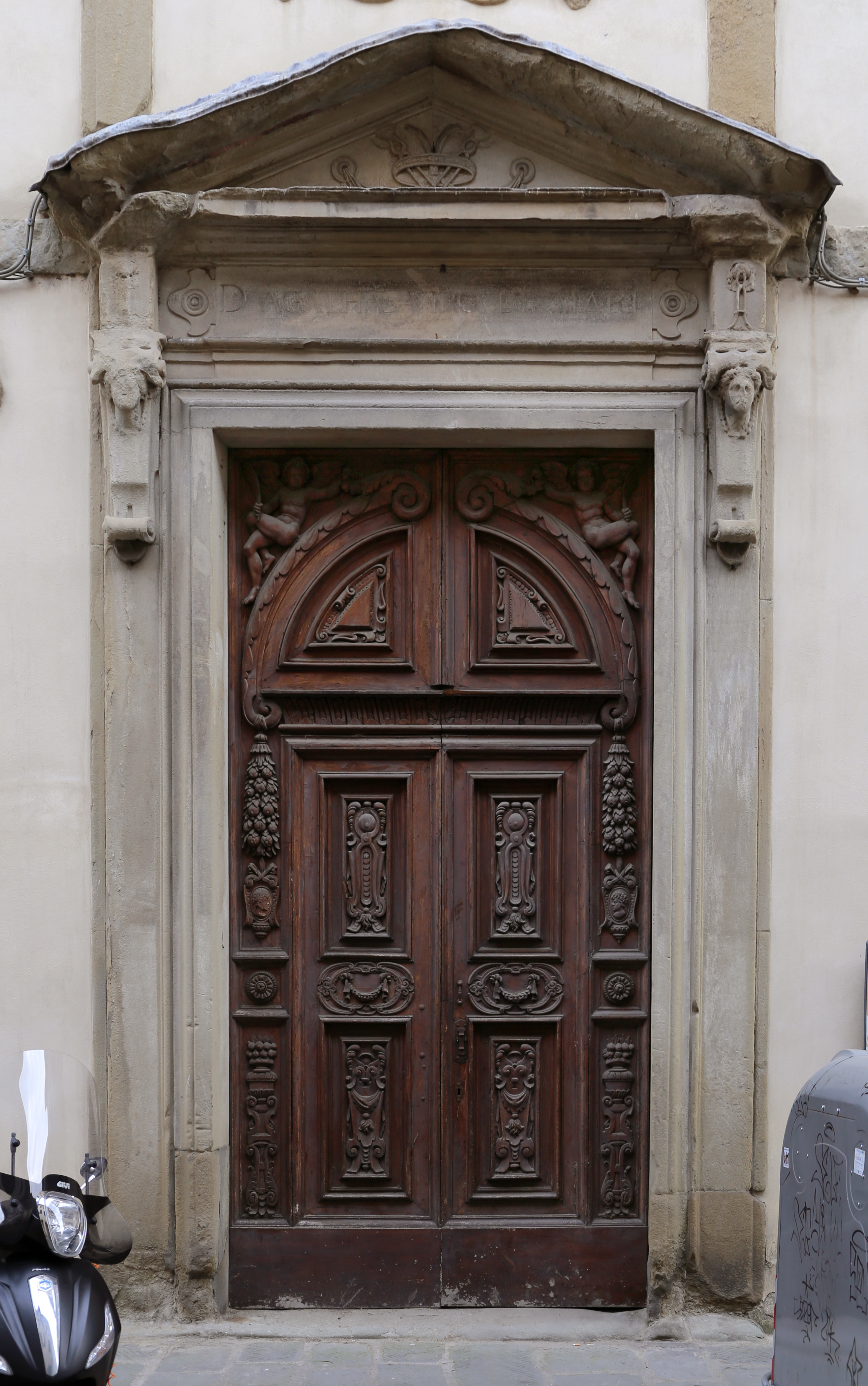
Il portale